# 14. ceremonia wręczenia Orłów
14. ceremonia wręczenia Orłów za rok 2011 – miała miejsce 19 marca 2012 roku, w Teatrze Narodowym w Warszawie. Ceremonię wręczenia nagród prowadził Maciej Stuhr.
Ogłoszenie nominacji nastąpiło 3 lutego br. Polskie Nagrody Filmowe zostały wręczone w 17 kategoriach.
Najwięcej nominacji tegorocznie otrzymał film w reżyserii Agnieszki Holland W ciemności, który w 2012 roku ubiegał się również o Oscara w kategorii najlepszy film nieanglojęzyczny. Obraz otrzymał łącznie dziesięć nominacji do Polskich Nagród Filmowych. Na drugim miejscu pod względem nominacji uplasował się dramat Róża w reżyserii Wojciecha Smarzowskiego, który nominowano w dziewięciu kategoriach. O osiem nagród ubiegał się film Sala samobójców Jana Komasy. Wszystkie wyżej wymienione filmy nominowane zostały w kategorii najlepszy film.
Mimo ubiegania się o 10 statuetek film W ciemności otrzymał tylko 3 w kategorii: najlepsza główna rola męska, najlepsze zdjęcia, najlepsza drugoplanowa rola kobieca. Film Wojciecha Smarzowskiego, Róża, otrzymał aż 7 statuetek w kategoriach: najlepsza główna rola kobieca, najlepsza reżyseria, nagroda publiczności, najlepszy film, najlepszy dźwięk, najlepsza drugoplanowa rola męska, najlepszy scenariusz. Młyn i krzyż oraz Sala samobójców otrzymały 2 statuetki.

## Laureaci i nominowani
Laureaci nagród są wyróżnieni wytłuszczeniem

### Najlepszy film
(Reżyser / Producent / Koproducenci – Film)
- Wojciech Smarzowski / Włodzimierz Niderhaus / Krzysztof Zanussi, Tadeusz Chmielewski, Janusz Morgenstern, Daniel Markowicz, Wojciech Pałys, Irena Strzałkowska, Janusz Wąchała, Dorota Ostrowska-Orlińska, Jan Włodarczyk – Róża
  - Jan Komasa / Jerzy Kapuściński / Marcin Kurek, Sylwester Banaszkiewicz, Andrzej Białas – Sala samobójców
  - Agnieszka Holland / Juliusz Machulski, Steffen Reuter, Patrick Knippel, Marc-Daniel Dichant, Leander Carell, Eric Jordan, Paul Stephens – W ciemności

### Najlepszy film europejski
(Reżyser – Film • Kraj produkcji)
- Tom Hooper – Jak zostać królem • Wielka Brytania
  - Lars von Trier – Melancholia • Dania, Szwecja, Francja, Niemcy
  - Tomas Alfredson – Szpieg • Wielka Brytania, Francja, Niemcy

### Najlepsza reżyseria
- Wojciech Smarzowski – Róża
  - Agnieszka Holland – W ciemności
  - Jan Komasa – Sala samobójców

### Najlepszy scenariusz
- Michał Szczerbic – Róża
  - Greg Zglinski, Janusz Margański – Wymyk
  - David F. Shamoon – W ciemności
  - Jan Komasa – Sala samobójców

### Najlepsza główna rola kobieca
- Agata Kulesza – Róża
  - Agnieszka Grochowska – W ciemności
  - Roma Gąsiorowska – Ki

### Najlepsza główna rola męska
- Robert Więckiewicz – W ciemności
  - Marcin Dorociński – Róża
  - Jakub Gierszał – Sala samobójców

### Najlepsza drugoplanowa rola kobieca
- Kinga Preis – W ciemności
  - Roma Gąsiorowska – Sala samobójców
  - Kinga Preis – Róża

### Najlepsza drugoplanowa rola męska
- Jacek Braciak – Róża
  - Wojciech Pszoniak – Kret
  - Adam Ferency – 1920 Bitwa warszawska

### Najlepsze zdjęcia
- Jolanta Dylewska – W ciemności
  - Adam Sikora – Młyn i krzyż
  - Piotr Sobociński jr. – Róża

### Najlepsza muzyka
- Michał Lorenc – Czarny Czwartek. Janek Wiśniewski padł
  - Antoni Łazarkiewicz – W ciemności
  - Lech Majewski, Józef Skrzek – Młyn i krzyż

### Najlepsza scenografia
- Katarzyna Sobańska, Marcel Sławiński – Młyn i krzyż
  - Andrzej Haliński – 1920 Bitwa warszawska
  - Marcel Sławiński, Katarzyna Sobańska, Erwin Prib – W ciemności

### Najlepsze kostiumy
- Dorota Roqueplo – Młyn i krzyż
  - Barbara Sikorska-Bouffał – Daas
  - Katarzyna Lewińska, Anna Jagna Janicka – W ciemności

### Najlepszy montaż
- Bartosz Pietras – Sala samobójców
  - Marcin Bastkowski – 1920 Bitwa warszawska
  - Rafał Listopad – Czarny Czwartek. Janek Wiśniewski padł
  - Jarosław Kamiński – Ki
  - Anna Wagner – W imieniu diabła

### Najlepszy dźwięk
- Jacek Hamela, Katarzyna Dzida-Hamela – Róża
  - Krzysztof Jastrząb – Mała matura 1947
  - Bartosz Putkiewicz – Sala samobójców

### Odkrycie roku
- Jan Komasa – Sala samobójców (reżyser)
  - Leszek Dawid – Ki (reżyser)
  - Adrian Panek – Daas (reżyser)

### Nagroda publiczności
- Wojciech Smarzowski – Róża

### Nagroda za osiągnięcia życia
- Janusz Majewski

## Podsumowanie ilości nominacji
(Ograniczenie do dwóch nominacji)
10: W ciemności
9: Róża
8: Sala samobójców
4: Młyn i krzyż
3: Ki, 1920 Bitwa warszawska
2: Daas

## Podsumowanie ilości nagród
(Ograniczenie do dwóch nagród)
7: Róża
3: W ciemności
2: Sala samobójców, Młyn i krzyż